# Menabò
In tipografia, per menabò si intende un modello utilizzato per l'impaginazione di stampati di diverse pagine (libri, giornali o riviste), che possono contenere testo, illustrazioni e/o fotografie in una precisa disposizione. La compilazione del menabò è il procedimento che precede l'imposizione tipografica.
Il nome deriva dal dialetto milanese (menabò = "guida i buoi").
Nei libri
Si tratta in sostanza della stesura ultima della sequenza delle pagine che compongono una pubblicazione, che si ottiene raccogliendo e ordinando le bozze di stampa (in cui il testo sarà impaginato all'interno di una gabbia determinata in fase di composizione), secondo le dimensioni della pagina che si vuole ottenere e stabilendo la numerazione definitiva, in modo tale da rispettare il numero di sedicesimi (o di ottavi / quartini / etc., a seconda del tipo di stampato) che si era previsto.
La copertina di una pubblicazione viene considerata una cosa a parte, pertanto è sempre esclusa dal menabò, che inizia dalla prima pagina effettiva. Vengono invece conteggiate le pagine bianche che, anche se non stampate, rientrano nella numerazione dei sedicesimi.
Nei periodici
Il menabò è il modello allestito in redazione incollando su fogli di carta le bozze di testo combinate con le illustrazioni, per verificare la "resa", ovvero l'impatto della pagina sul lettore. È ancor più soggetto a correzioni e modifiche prima della consegna in tipografia.

## Esempi
Menabò di un ipotetico volume di 128 pagine, o otto sedicesimi:
```
  1. occhietto
  2. pagina bianca
  3. frontespizio
  4. colophon
  5. prefazione / premessa
  6. pagina bianca
  7. presentazione
 11. dedica
 12. pagina bianca
 13. capitolo A
 35. capitolo B
 77. capitolo C
103. capitolo D
124. pagina bianca
125. indice / sommario
126. pagina bianca
127. colophon
128. pagina bianca

```